# Zeeland (provincie)
Zeeland (uitspraakⓘ) (Zeeuws: Zeêland) is een provincie in het zuidwesten van Nederland. Zeeland grenst aan de Nederlandse provincies Zuid-Holland en Noord-Brabant en de Belgische provincies West-Vlaanderen, Oost-Vlaanderen en Antwerpen. Zeeland telt 391.142 inwoners (eind 2022), bestuurlijk centrum van de provincie is de hoofdstad Middelburg, tevens de grootste stad in de provincie gevolgd door havenstad Vlissingen en het centraal gelegen Goes. De gemeente met de meeste inwoners is echter Terneuzen in Zeeuws-Vlaanderen. Het bijvoeglijk naamwoord is Zeeuws en de bewoners heten Zeeuwen.

## Geschiedenis

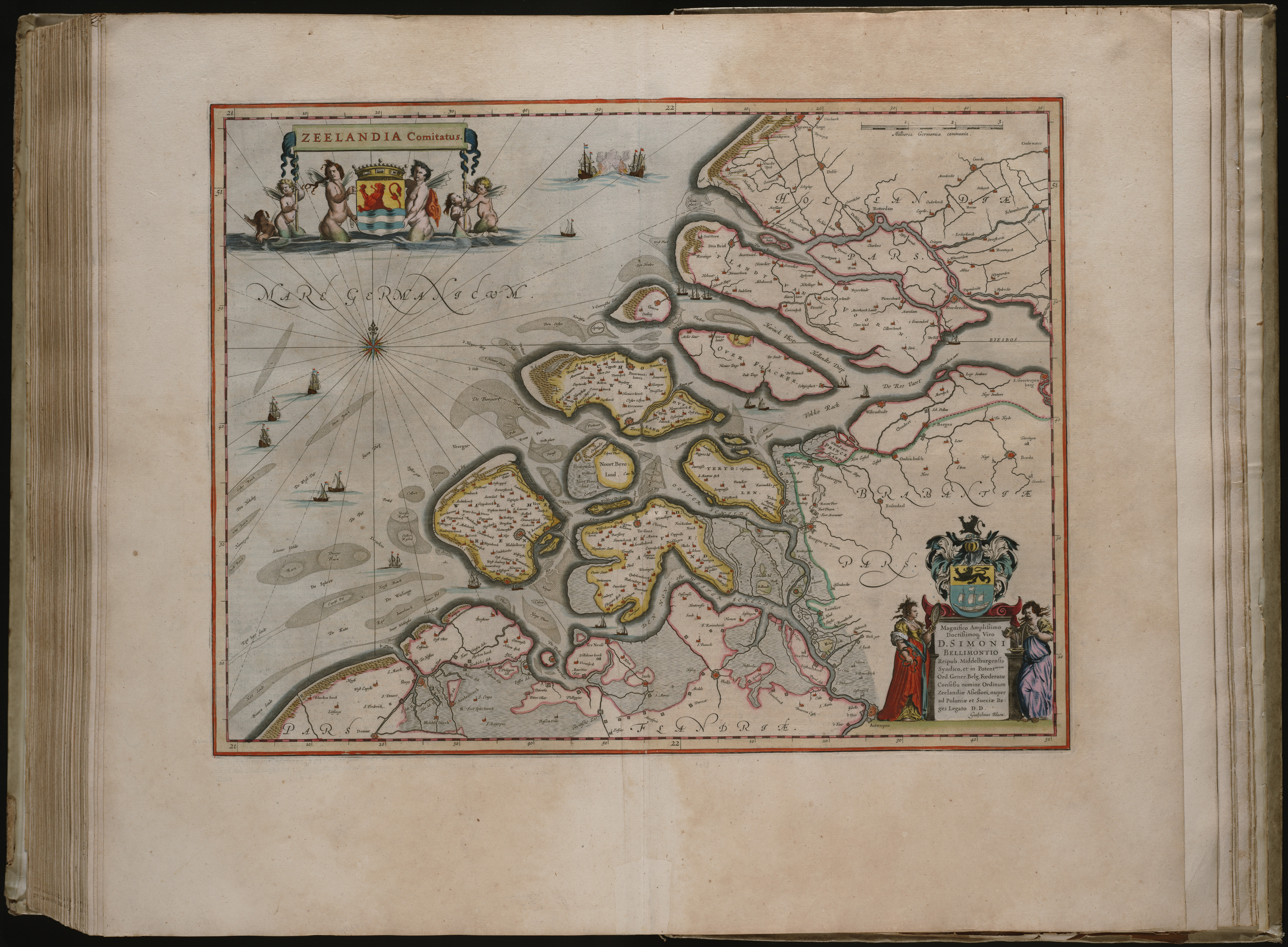
Kaart van Zeeland door Joan Blaeu gemaakt in 1643

Zeeland werd reeds voor de tijd van de Romeinen bewoond. Uit de Romeinse tijd stammen de beelden van o.a. de godin Nehalennia, die door vissers in de Oosterschelde zijn gevonden.
Sinds de middeleeuwen is de strijd tegen het water een rode draad door de geschiedenis. Aanwinning en verlies van land wisselden elkaar af. Vrijwel de hele provincie (behalve de duinstreek) ligt op of onder zeeniveau. Het landschap is een lappendeken van polder(tje)s en dijken. De geografie van Zeeland is in de loop van de tijd grondig gewijzigd. De vele kleinere eilanden zijn langzamerhand samengegroeid tot de grotere (schier)eilanden die we nu kennen. Andere voormalige bewoonde gebieden staan nu onder water (o.a. het Verdronken Land van Saeftinghe en het Verdronken Land van Zuid-Beveland).
Tijdens de 16e en 17e eeuw heeft Zeeland, evenals Holland, een grote bloeiperiode doorgemaakt. Een aantal Zeeuwse steden zoals Middelburg, Vlissingen, Zierikzee en Veere, speelden toen als internationale havenstad een betekenisvolle rol in de Lage Landen. Middelburg was tot het einde van de 16e eeuw de grootste handelsstad van de Noordelijke Nederlanden (Republiek der Zeven Verenigde Nederlanden) en tot en met het derde kwart van de 17e eeuw, met 27.000 à 30.000 inwoners, de op vier na grootste stad (meer inwoners dan Den Haag en Utrecht) van het land. Na Amsterdam was Middelburg, tot het laatste kwart van de 17e eeuw, de grootste havenstad van de Republiek. In Middelburg was de Admiraliteit van Zeeland gevestigd. Als VOC-stad had Middelburg (Kamer van Zeeland) half zoveel macht als Amsterdam; Middelburg was echter even belangrijk als de andere vier VOC-steden: Delft, Enkhuizen, Hoorn en Rotterdam bij elkaar.
In de 18e eeuw nam de welvaart in Zeeland af. In 1795 had Middelburg ongeveer evenveel inwoners als Haarlem en Groningen en was met 20.146 zielen (na de reeds genoemde steden en Amsterdam, Rotterdam, Den Haag, Utrecht en Leiden) nog de achtste stad van Nederland. Zierikzee was in 1795 met 6086 inwoners de tweede stad van Zeeland. De andere belangrijke Zeeuwse steden waren Vlissingen, Goes en Veere met, in genoemd jaar, respectievelijk: 5691, 3711 en 1860 inwoners.
Met de komst van de spoorwegen werden Zuid-Beveland en Walcheren in de 19e eeuw door middel van dammen met het vasteland van Noord-Brabant verbonden. Sinds 1872 ligt er een spoorlijn tussen Vlissingen, Middelburg, Goes, Bergen op Zoom en Roosendaal: de zogenaamde Zeeuwse Lijn. Zeeuws-Vlaanderen heeft nog wel een goederenspoorlijn en een tunnel onder de Westerschelde, maar voor de rest is dit stuk Zeeland afgesneden van de rest van Nederland.
Tijdens de Tweede Wereldoorlog is Zeeland verschillende keren van strategisch belang geweest. Hierdoor hebben een aantal steden en gebieden veel te lijden gehad onder gevechten, bombardementen en inundaties. Vooral het aanzien van het eiland Walcheren is hierdoor grondig veranderd. Door de zware gevechten in West-Zeeuws-Vlaanderen, aan het einde van de oorlog, werden veel plaatsen, waaronder Breskens, Schoondijke, Oostburg en Sluis, bijna volledig verwoest.
Een in de jaren 1950 politiek beladen onderwerp was de kwestie van de vrije veren over de Westerschelde. Vooral in Zeeuws-Vlaanderen zorgde dit voor de nodige commotie.
In de nacht van 31 januari op 1 februari 1953 werd Zeeland getroffen door een Watersnood. Om een dergelijke ramp in de toekomst te voorkomen, werden vanaf 1960 de Deltawerken uitgevoerd. Een neveneffect hiervan was dat de verbindingen met de rest van Nederland aanzienlijk werden verbeterd. Over de afsluiting van de Oosterschelde ontstond wel veel rumoer. In 1997 werden de Deltawerken voltooid. De economische en sociale structuur van de Zeeuwse eilanden is door de komst van de vaste oeververbindingen sterk veranderd. Het vroeger geïsoleerd liggende gebied is nu binnen een uur te bereiken vanuit de diverse grote steden. Het toerisme heeft een grote vlucht genomen.

## Politiek
Zeeland wordt in de periode 2023-2027 bestuurd door een coalitie van BBB, CDA, SGP en VVD. Commissaris van de Koning is Hugo de Jonge (CDA).

## Gemeenten
Sinds 1 januari 2003 bestaat Zeeland uit dertien gemeenten, met het aantal inwoners per 22 november 2024.
| Gemeenten in Zeeland |                    | \| Kaart \| Gemeente \| Streek \| Inwoners \| \| ----- \| ------------------ \| ------------------ \| -------- \| \| 1 \| Borsele \| Zuid-Beveland \| 23.121 \| \| 2 \| Goes \| Zuid-Beveland \| 39.682 \| \| 3 \| Hulst \| Zeeuws-Vlaanderen \| 27.330 \| \| 4 \| Kapelle \| Zuid-Beveland \| 13.009 \| \| 5 \| Middelburg \| Walcheren \| 50.004 \| \| 6 \| Noord-Beveland \| Noord-Beveland \| 7.943 \| \| 7 \| Reimerswaal \| Zuid-Beveland \| 23.325 \| \| 8 \| Schouwen-Duiveland \| Schouwen-Duiveland \| 34.631 \| \| 9 \| Sluis \| Zeeuws-Vlaanderen \| 23.150 \| \| 10 \| Terneuzen \| Zeeuws-Vlaanderen \| 55.132 \| \| 11 \| Tholen \| Tholen \| 26.851 \| \| 12 \| Veere \| Walcheren \| 22.067 \| \| 13 \| Vlissingen \| Walcheren \| 45.389 \| |          |
| Kaart                | Gemeente           | Streek | Inwoners |
| 1                    | Borsele            | Zuid-Beveland | 23.121   |
| 2                    | Goes               | Zuid-Beveland | 39.682   |
| 3                    | Hulst              | Zeeuws-Vlaanderen | 27.330   |
| 4                    | Kapelle            | Zuid-Beveland | 13.009   |
| 5                    | Middelburg         | Walcheren | 50.004   |
| 6                    | Noord-Beveland     | Noord-Beveland | 7.943    |
| 7                    | Reimerswaal        | Zuid-Beveland | 23.325   |
| 8                    | Schouwen-Duiveland | Schouwen-Duiveland | 34.631   |
| 9                    | Sluis              | Zeeuws-Vlaanderen | 23.150   |
| 10                   | Terneuzen          | Zeeuws-Vlaanderen | 55.132   |
| 11                   | Tholen             | Tholen | 26.851   |
| 12                   | Veere              | Walcheren | 22.067   |
| 13                   | Vlissingen         | Walcheren | 45.389   |

## Demografie

Bevolkingspiramide

De hoofdstad van de provincie is Middelburg. Die stad vormt samen met Vlissingen en Oost-Souburg het grootste kerngebied. Vlissingen en Terneuzen zijn belangrijke havenplaatsen met grote industriegebieden. Goes ligt centraal op Zuid-Beveland en heeft naast Middelburg, door de geografische ligging, ook een belangrijke centrumfunctie.
De grootste Zeeuwse stad is Middelburg met 39.210 inwoners in 2014. Tweede is Vlissingen met 33.100 inwoners. Vaak wordt echter, zoals door het Centraal Bureau voor de Statistiek, het dorp Oost-Souburg tot de bevolkingskern Vlissingen/Oost-Souburg gerekend, waardoor het met 43.505 inwoners de grootste kern van Zeeland is. Daarna volgen Goes (28.260 inwoners) en Terneuzen (24.900 inwoners). Deze vier plaatsen zijn met 25.000-50.000 inwoners de grootste kernen in Zeeland. Verder zijn er plaatsen met meer dan 10.000 inwoners, zoals Zierikzee, Hulst en dus Oost-Souburg. Daarnaast zijn er veel kleine historische steden, zoals Tholen, Sluis en Veere en vele dorpen en buurtschappen.
Met samen meer dan 45.000 werkenden vormt de kernstad Middelburg-Vlissingen het economisch hart van de provincie. De gemeente Terneuzen telt 28.000 werkenden. Het aantal leerlingen in voortgezet-, hoger- en wetenschappelijk onderwijs bedroeg in 2007: in Middelburg-Vlissingen 10.800, in Terneuzen 5.400 en in Goes 4.000.
Van de 391.142 inwoners woont 56% in de regio Midden-Zeeland (Walcheren, Noord- en Zuid-Beveland). Het bevolkingsaandeel van Zeeuws-Vlaanderen bedraagt 28% van het totaal en in Noord-Zeeland (Schouwen-Duiveland, Tholen en Sint Philipsland) woont 16% van de Zeeuwen.

## Cultuur en economie
Vooral het agrarische Zeeland heeft heel lang zijn eigen cultuuruitingen kunnen vasthouden. Bekend zijn de Zeeuwse klederdrachten, die nog door voornamelijk oudere vrouwen worden gedragen, met name bij speciale gelegenheden veelvuldig. De boeren op Walcheren onderhouden de traditie van het ringrijden: op een feestdag in augustus probeert men gezeten op een (Zeeuws) paard een lans door een ring te steken. Ook de streekproducten, zoals de boterbabbelaars en de bolussen, worden sterk met Zeeland geassocieerd en zijn populair onder toeristen. Verder worden de dialecten (zie boven) tot het Zeeuwse cultuurgoed gerekend, en associeert men de provincie sterk met de Gereformeerde Gemeenten.
Zeeland bestond voorheen uit een aantal geïsoleerde eilanden. Het is niet verwonderlijk dat elke streek zijn eigen dialect heeft. Toch vertonen de Zeeuwse eilanden, met Goeree-Overflakkee, een relatieve eenheid in taal. Het Zeeuws is in wezen een overgang van het Hollands naar het West-Vlaams. In Zeeuws-Vlaanderen spreekt men dialecten die sterk van het Zeeuws afwijken: West-Vlaams in het westen en midden, Oost-Vlaams rond Hulst. Dialecten leven vooral voort in dorpen.
Het Zeeuwse wapen laat een leeuw zien, die worstelt met de golven. De wapenspreuk luidt Luctor et Emergo, Latijn voor 'ik worstel en kom boven'. De relatie tussen wapen en spreuk lijkt overduidelijk, maar schijn bedriegt. Eigenlijk bestaat het Zeeuwse wapen uit twee gedeelten: de bovenste helft toont een 'klimmende leeuw', voor de helft afgebeeld, en de onderste helft toont geen zee, maar zes golvende banen. Bovendien slaat de tekst niet op het gevecht met de zee, maar op het gevecht met Spanje in de Tachtigjarige Oorlog.
De provincie is al lange tijd een toeristenbestemming. De inkomsten vormen een substantieel deel van de inkomsten. Sinds het einde van de 19e eeuw, met de oprichting van de ‘Vereeniging tot Bevordering van het Vreemdelingenverkeer in Walcheren te Middelburg’, komen ‘vreemdelingen’ naar Zeeland voor recreatie langs de kust, in het landschap, steden en dorpen. Vanaf het midden van de 20e eeuw, met een toename van het autobezit en het aantal vakantiedagen, is het toerisme echt gaan groeien. In 2021 telde Zeeland ruim 320.000 slaapplaatsen voor vakantiegangers en worden jaarlijks miljoenen vakanties en dagjes uit in Zeeland doorgebracht.

## Geografie

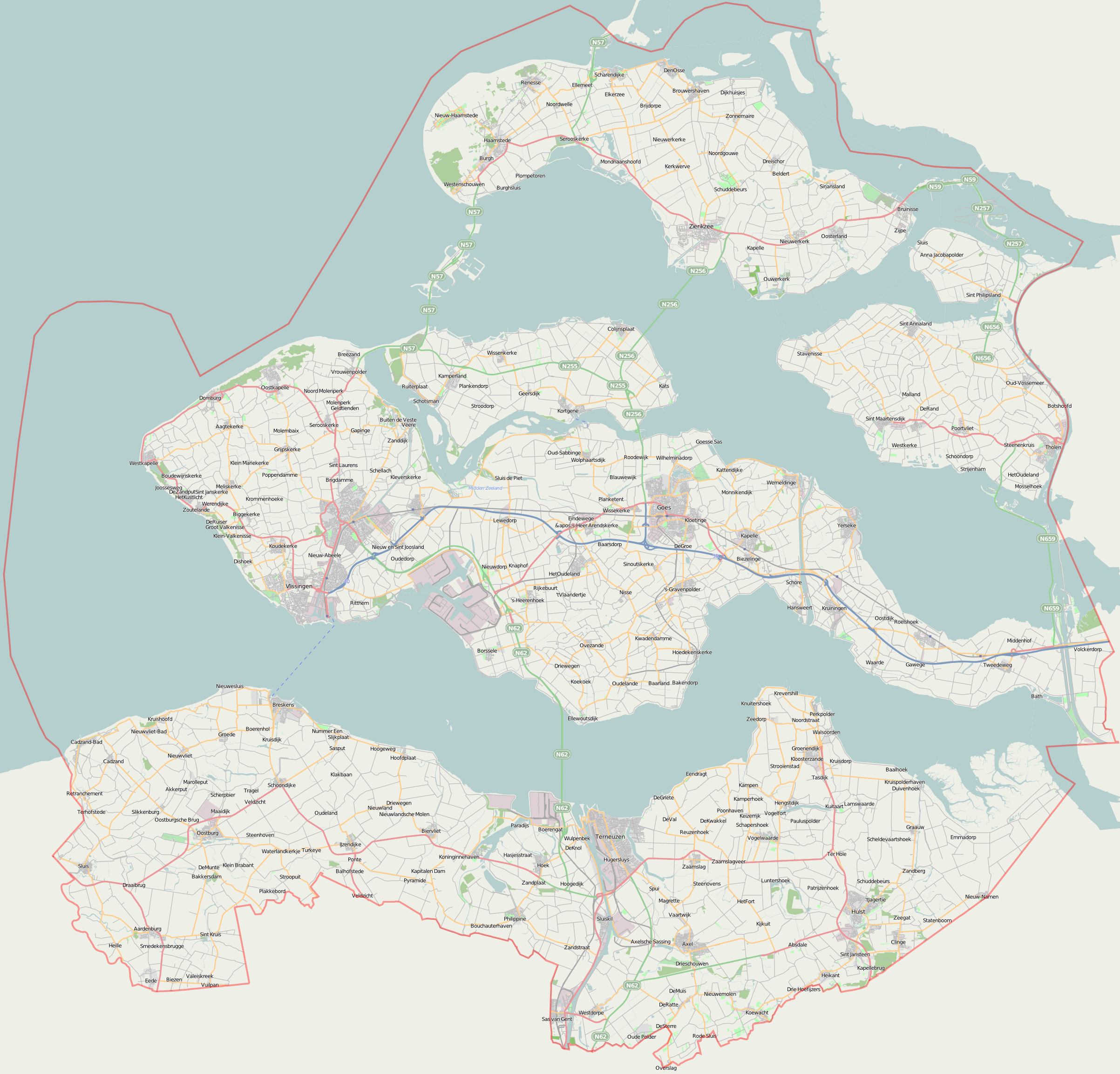
Provincie Zeeland

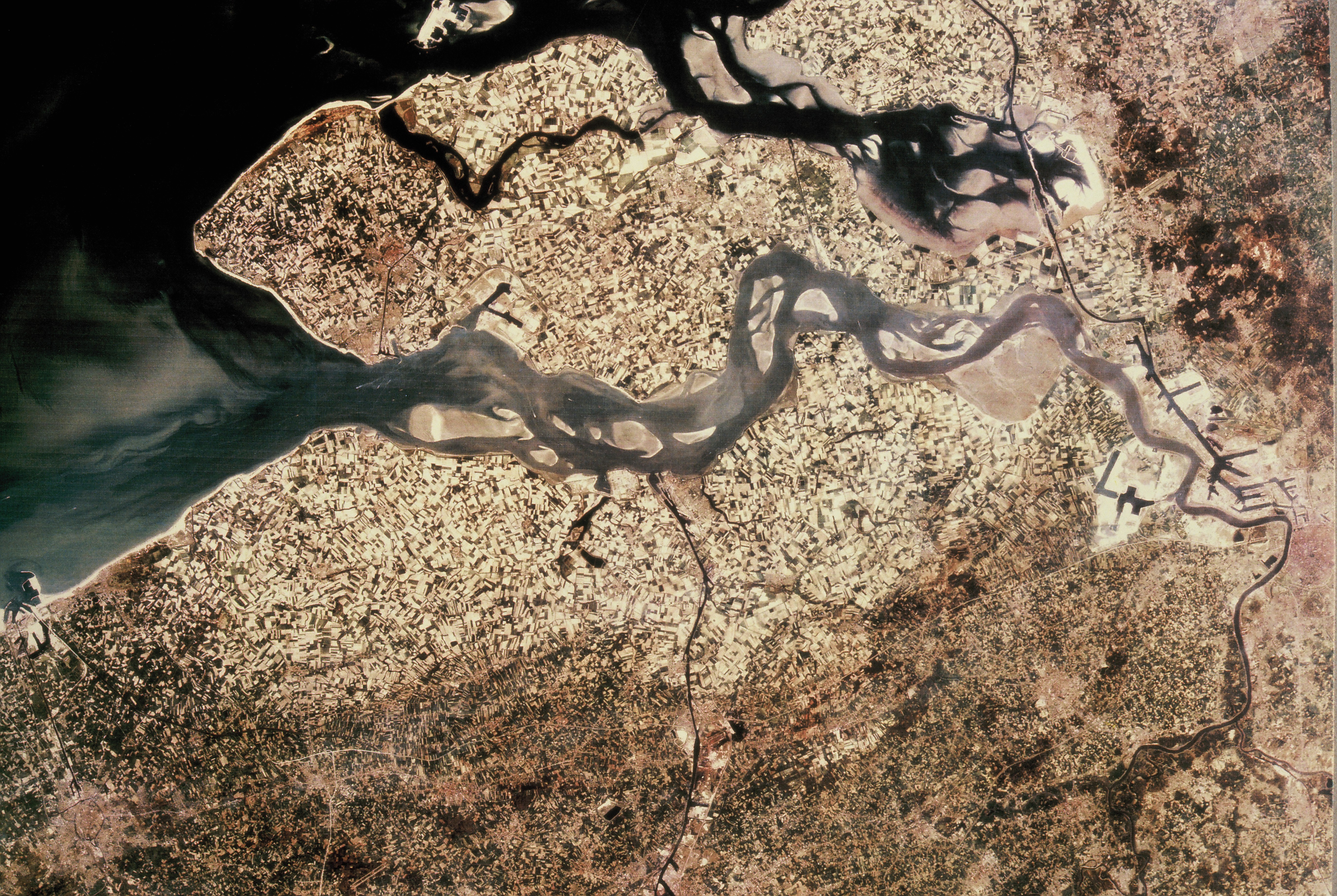
Satellietfoto van een groot deel van Zeeland

De provincie omvat het zuidwestelijk deel van de Rijn-Maas-Scheldedelta. Ze bestaat uit een aantal eilanden en schiereilanden die ooit losse eilanden waren. De naam "Zeeland" is hiervan afgeleid. De schiereilanden en de voormalige eilanden zijn:
- Tholen (eiland)
- Sint Philipsland (eiland)
- Schouwen-Duiveland (eiland)
- Noord-Beveland (eiland)
- Zuid-Beveland (schiereiland)
- Walcheren (voormalig eiland)

Zeeuws-Vlaanderen is geen eiland of schiereiland, maar is vanuit de rest van Nederland alleen door de Westerscheldetunnel, over land via België of sinds 2003 met een fiets- en voetveer te bereiken.
De belangrijkste zeearmen tussen de (schier)eilanden zijn:
- Westerschelde tussen Zeeuws-Vlaanderen en Walcheren / Zuid-Beveland.
- Veerse Meer tussen Noord-Beveland en Zuid-Beveland / Walcheren.
- Oosterschelde tussen Noord-Beveland / Zuid-Beveland en Schouwen-Duiveland.
- Grevelingen tussen Schouwen-Duiveland en het Zuid-Hollandse Goeree-Overflakkee.
- Keeten tussen Schouwen-Duiveland / Tholen en Sint Philipsland.

In Zeeland is er zeeklei, doorsneden met vaarten en (voormalige) kreken. In het zuiden van Zeeuws-Vlaanderen is er zandgrond. Buiten de dijken liggen schorren en slikken. Langs de westkust zijn er duingebieden. Op Schouwen-Duiveland is er een breed duingebied. Ook aan de Vlaamse kust van Zeeuws-Vlaanderen en de noordelijke kust van Walcheren zijn er brede duingebieden. Het duingebied aan de zuidelijke kust van Walcheren is zeer smal. In totaal wordt Zeeland beschermd door 429 kilometer aan dijken, duinen, dammen en kades.

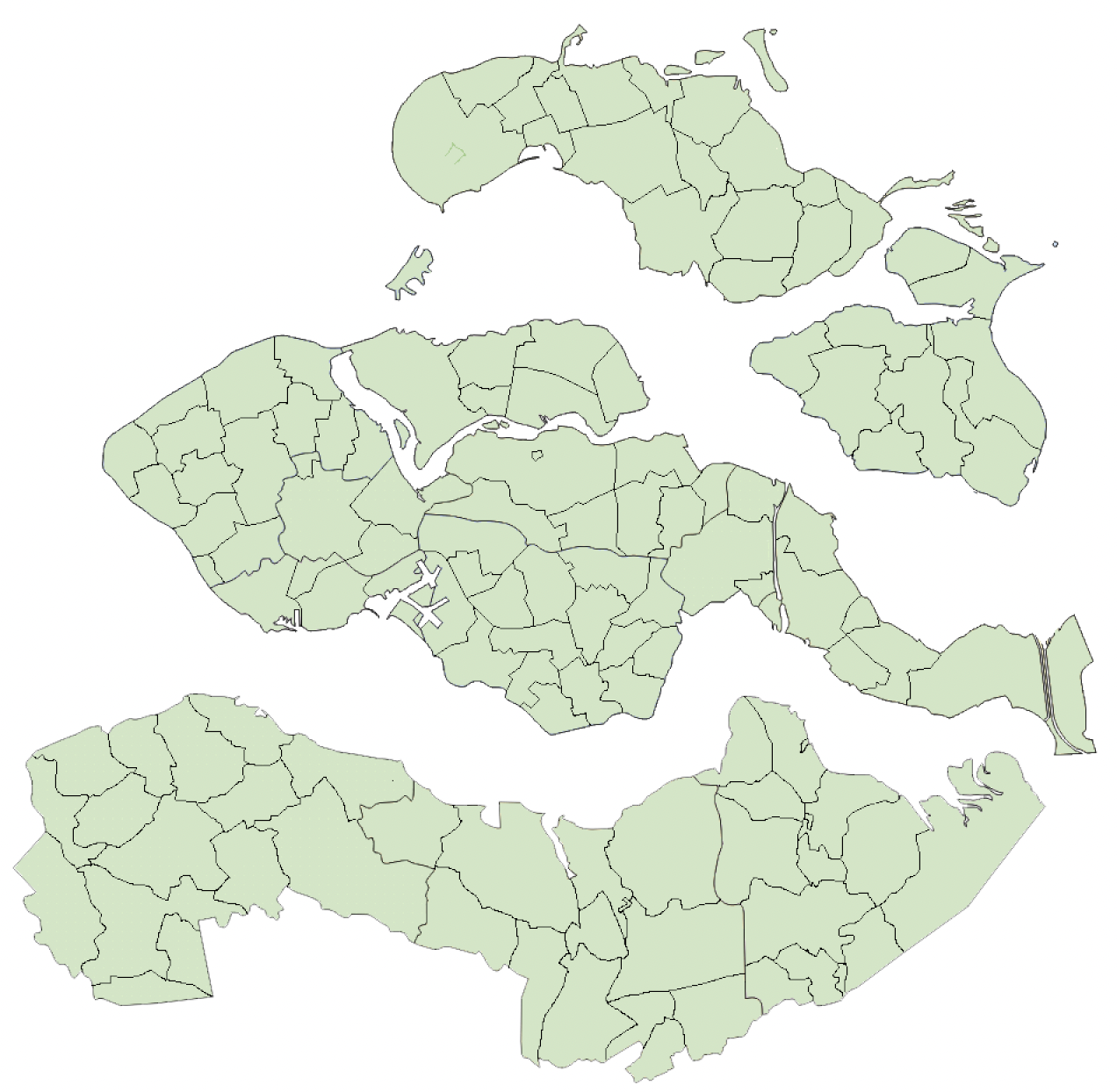
Kaart van kernen in de provincie Zeeland, inclusief buitengebied.

In Zeeland is er vooral veel akkerbouw. Daarnaast is er fruitteelt in de zogenaamde Zak van Zuid-Beveland, bloementeelt op Tholen, vlasteelt in Zeeuws-Vlaanderen en zijn er grote kassencomplexen in de buurt van Rilland en Kapelle.

### Grootste plaatsen in Zeeland
Inwoneraantallen per 1 januari 2022
| Plaats       | Inwonersaantal |
| ------------ | -------------- |
| Middelburg   | 42.460         |
| Vlissingen   | 34.000         |
| Goes         | 29.226         |
| Terneuzen    | 25.511         |
| Zierikzee    | 11.725         |
| Hulst        | 10.975         |
| Oost-Souburg | 10.050         |
| Kapelle      | 9.383          |
| Tholen       | 8.345          |
| Axel         | 7.813          |

Gebaseerd op cijfers cbs 2022.

## Verkeer en vervoer

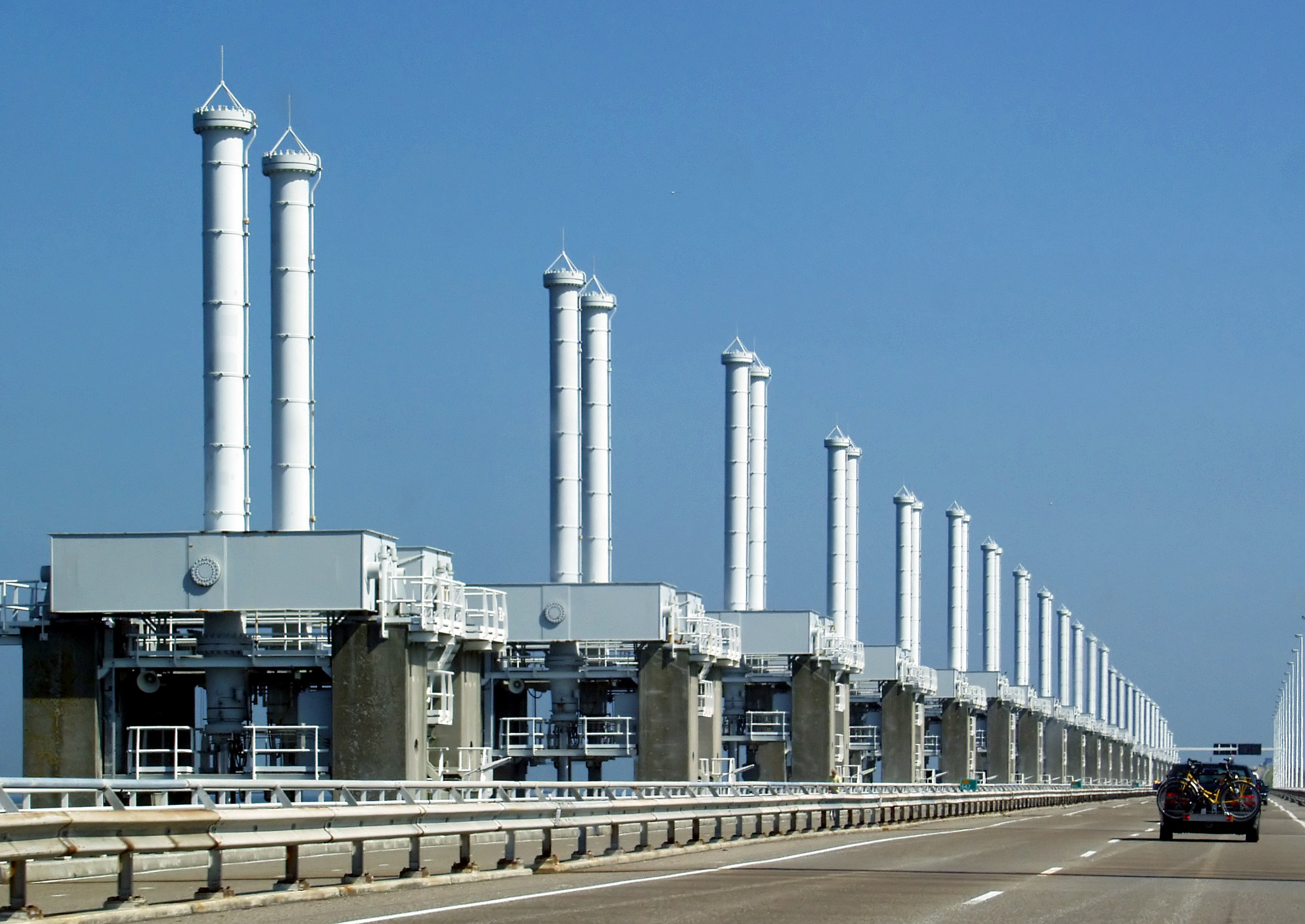
Oosterscheldekering

Het vervoer in Zeeland vindt voor het grootste deel plaats in de vorm van wegvervoer op enkelbaanswegen (tweestrookswegen) en Rijksweg 58. In de 19e eeuw en daarvoor was niet het wegvervoer het belangrijkste vervoermiddel, maar ging het meeste vervoer over water. Diverse formaten aan schepen werden gebruikt voor de grotere afstanden, maar het vervoer tussen steden en dorpen onderling vond plaats door middel van schuiten die aanmeerden op schuitvlotten.

### Deltawerken
De Oosterscheldekering is het grootste onderdeel van het Deltaplan. Het is aangelegd naar aanleiding van de Watersnood van 1953 als verdedigingswerk tegen het water.
Een ander architectonisch en waterbouwkundig hoogstandje is de Zeelandbrug die sinds 1965 Schouwen-Duiveland met Noord-Beveland verbindt. Het was circa 7 jaar de langste brug ter wereld. Zuid-Beveland en Zeeuws-Vlaanderen worden sinds 2003 verbonden door de 6600 m lange Westerscheldetunnel. De veerdiensten, geschikt voor alle verkeer, over de Westerschelde werden daardoor opgeheven. Tussen Vlissingen en Breskens werd een nieuwe veerverbinding opgericht, die alleen voor voetgangers en (brom- en snor)fietsers geschikt is.

### Openbaar vervoer

#### Trein
In 1869 werd de spoorlijn Mechelen - Terneuzen, via Hulst en Axel, geopend voor personenvervoer. De exploitatie werd kort na de Tweede Wereldoorlog gestaakt. Het station van Terneuzen sloot in 1951 en dat van Hulst ging in 1952 dicht.
De spoorlijn Gent - Terneuzen werd voor personenvervoer geopend in 1869. De stations van Sas van Gent en Sluiskil werden in respectievelijk 1939 en 1951 gesloten.
De enige, nog resterende, Zeeuwse spoorlijn voor personenvervoer - geopend tussen 1868 en 1872 - loopt van Vlissingen langs Middelburg en Goes naar de Noord-Brabantse steden Bergen op Zoom en Roosendaal. Na de opening van station Goes in 1868, werden de stations van Middelburg en Vlissingen in 1872 in gebruik genomen. De lijn wordt de Zeeuwse Lijn genoemd. Doordeweeks rijdt 2x per uur een intercity Amsterdam - Vlissingen, waarvan er 1x per uur op alle Zeeuwse stations wordt gestopt, 1x per uur op een beperkt aantal stations en 1x per uur een sprinter. 's Avonds en in het weekend rijdt hier elk half uur een intercity Amsterdam - Vlissingen, die altijd op alle Zeeuwse stations stopt.

## Bekende Zeeuwen
- Henri Arnoldus, schrijver van kinderboeken (o.a. Pietje Puk)
- Cees Bal, wielrenner
- Jan Peter Balkenende, politicus, voormalig premier (2002-2010)
- Bram Beekman, organist en componist
- Jacobus Bellamy, dichter
- Lodewijk van den Berg, ruimtevaarder
- Willem Beukelszoon, haring kaken
- Maike Boerdam, musicalactrice
- Christophorus Buys Ballot, natuurkundige
- Danny Blind, voetballer, trainer
- Han van den Broeke, schilder
- Erik de Bruyn, filmmaker
- Jacob Cats, dichter en jurist
- Honoré Colsen, politicus
- Adriaen Coorte, schilder
- Johan Hendrik van Dale, schoolmeester, grondlegger Dikke Van Dale
- Dick Dees, politicus
- Tonnie Dieleman, muzikant
- Maarten Ducrot, wielrenner en wielercommentator
- Johan Evertsen, admiraal
- Rinus Ferdinandusse, schrijver
- Fred Florusse, cabaretier
- Isaäc Dignus Fransen van de Putte, politicus
- Josephus Abraham de Goffau, burgemeester van Rilland-Bath
- Deborah Gravenstijn, judoka
- Willem van Hanegem, voetballer, trainer
- Sergio Herman, sterrenchef Oud Sluis
- Johnny Hoogerland, wielrenner
- Wim Hofman, schrijver
- Marjon de Hond, weervrouw
- Jan Kees de Jager, politicus
- Paskal Jakobsen, zanger, gitarist van de Zeeuwse band BLØF
- Margreeth de Jong, organist, componist en muziekpedagoog
- Hugo de Jonge, politicus
- Ad Kaland, politicus
- Jan van Kamer, zorgbestuurder
- Leo van de Ketterij, gitarist en componist
- Barend Cornelis Koekkoek, kunstschilder
- Adrie Koster, voetballer, trainer
- Nelleke van der Krogt, presentatrice bij de AVRO
- Carolijn Lilipaly, presentatrice
- Patrick Lodiers, voorzitter BNN, presentator
- Pieter Louwerse, schrijver en dichter
- Kai Merckx, radio-dj
- Guido Metsers, schilder en beeldhouwer
- Hugo Metsers, acteur
- Theo Middelkamp, wielrenner
- Hannes Minnaar, pianist
- Rik Mol, trompettist en entertainer
- Marie-Cécile Moerdijk, zangeres en schrijfster
- Joost de Moor, viceadmiraal
- Frans de Munck, voetballer
- Frans Naerebout, zeeman
- Dennis de Nooijer, oud-voetballer
- Gérard de Nooijer, oud-voetballer en coach
- Adrie van Oorschot, tv-presentator, tv-Sinterklaas
- Geert van Oorschot, schrijver, uitgever
- Keetie van Oosten-Hage, wielrenster
- Frank van Pamelen, schrijver, dichter, cabaretier en columnist
- Pieter Paulus, 1753 - 1796, jurist en grondlegger van de Nederlandse democratie en staatkundige eenheid
- Antoin Peeters, journalist en nieuwslezer
- Jean-Louis Pisuisse, cabaretpionier
- Katinka Polderman, cabaretier
- Jan Poortvliet, voetballer
- Cees Priem, wielrenner
- Jan Raas, wielrenner
- Jacob Roggeveen, ontdekkingsreiziger
- Jo de Roo, wielrenner
- Sanne de Regt, Miss Nederland 2003/2004
- Michiel de Ruyter, admiraal
- Marinus van Reymerswale, kunstschilder
- Sandra Roelofs, first lady van Georgië (2004-2013)
- J.C.J. van Schagen, schrijver, dichter en graficus
- Yentl Schieman, actrice en cabaretière
- Annie M.G. Schmidt, schrijfster
- Harmen Siezen, nieuwslezer
- Miranda Slabber, Miss Nederland 2004/2005
- Kees Slager, journalist, schrijver, politicus
- Peter Slager, bassist van BLØF
- Mattheus Smallegange, schrijver
- Bertie Steur, mediapersoonlijkheid en agrariër
- TINKEBELL, kunstenares
- Franca Treur, schrijfster
- Kees Torn, cabaretier
- Els Vader, atlete
- Ad Verbrugge, filosoof
- Guus Vleugel, cabaretier
- Danny Vera, zanger
- Hans Verhagen, dichter
- Piet de Visser, voetbaltrainer en scout
- Peter van Vossen, voetballer
- Hans Warren, schrijver
- Bart van der Weide, zanger van de band Racoon
- Hans Wijers, bestuurder en voormalig politicus
- Elisabeth Willeboordse, judoka
- Herman Wijffels, econoom, voormalig directeur Rabobank en Wereldbank
- Mathilde Willink, model en society-figuur
- Betje Wolff, (Elizabeth Wolff-Bekker), schrijfster
- Pieter Zeeman, natuurkundige
- Floortje Zwigtman, schrijfster